# ماری‌جوآنای طبی

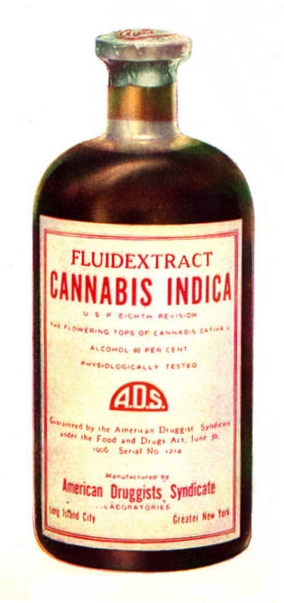
عصاره شاهدانه در آمریکا پیش از ۱۹۳۷.

منظور از ماری‌جوانای طبی (انگلیسی: Medical cannabis) استفاده از ماری‌جوانا و مشتقات کانابینویید آن، چون تتراهیدروکانابینول (THC) و کانابیدوییل (CBD)، به عنوان یک داروی تجویز شده و نسخه ای توسط پزشک برای درمان بیماری‌ها یا کاستن از عوارض آن‌ها است. تاریخچه استفاده پزشکی از گیاه شاهدانه به هزاران سال پیش در فرهنگ‌های مختلف بر می‌گردد. به دلیل مشکلات قانونی کاشت و تولید گیاه ماری جوانا تحقیقات گسترده و بررسی‌های بالینی کافی برای تأیید فواید یا مضرات این دارو انجام نشده اما تحقیقات اولیه نشان می‌دهد که این دارو می‌تواند باعث کاهش تهوع و بالا آوردن در بیماران پس از شیمی‌درمانی و افزایش اشتها در بیماران مبتلا به ایدز شود. همچنین این دارو می‌تواند باعث جلوگیری از دردهای مزمن و اسپاسم عضلانی شود. عوارض جانبی این دارو نیز شامل سرگیجه، توهم و احساس خستگی است. در مورد تأثیرات مصرف بلندمدت این دارو اطلاعاتی در دسترس نیست اما نگرانی‌هایی در مورد ایجاد اعتیاد، کاهش حافظه و اسکیزوفرنی طی مصرف بلندمدت این دارو وجود دارد.
امروزه استفاده درمانی از ماری‌جوانا موضوعی بحث‌برانگیز است. انجمن پزشکی آمریکا با صدور بیانیه‌ای با استفاده دارویی از ماری‌جوانا مخالفت کرده‌است. آکادمی پزشکی اطفال آمریکا اعلام کرده: با اینکه ماری‌جوانا می‌تواند پتانسیل خوبی در درمان برخی بیماری‌ها داشته باشد، تا انجام تحقیقات بیشتر استفاده از آن را توصیه نمی‌کند. آن‌ها همچنین خواستار فراهم کردن تسهیلات بیشتر برای انجام تحقیقات هستند.

## نگارخانه

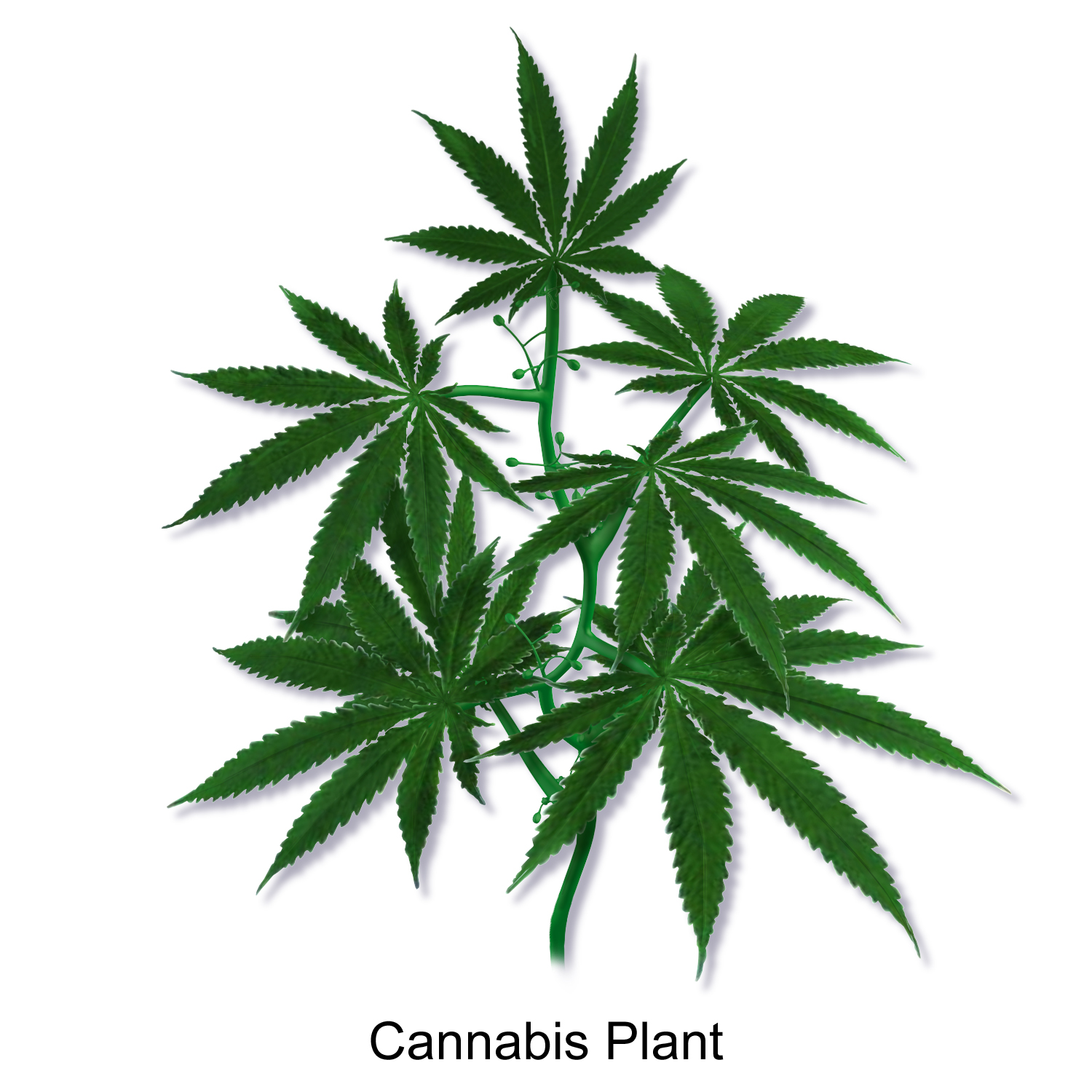